# Uele
Uele, også kendt under den fonetisk identiske Uélé, Ouélé eller Welle, er en flod der løber i Den Demokratiske Republik Congo.

## Flodens løb
Uele dannes ved Dungu, ved sammenløbet af Dungu- og Kibali-floderne, som begge har sit udspring i bjergene nær Lake Albert. Floderne løber sammen mod vest  omkring  1.210 km, indtil Uele løber ud i  Mbomou-floden ved Yakoma. De vigtigste bifloder til Uele-floden er Bomokandi (fra venstre) og Uere-floden (fra højre).
Sammenløbet  af Uele og Mbomou ved Yakoma, markerer begyndelsen af Ubangifloden, som igen løber ud i Congo-floden. Uele er den længste biflod til Ubangi. Den kombinerede Ubangi-Uele længde er omkring 2.270 kilometer.
Fra satellitbilleder ser dele af floden rød ud pga. forureningen med  jernoxid i floden.